# Humerana humeralis
Humerana humeralis är en groddjursart som först beskrevs av George Albert Boulenger 1887.  Humerana humeralis ingår i släktet Humerana och familjen egentliga grodor. IUCN kategoriserar arten globalt som livskraftig. Inga underarter finns listade i Catalogue of Life.